# Anything (álbum)
Anything fue el séptimo álbum de estudio de la banda británica The Damned. Fue grabado entre los meses de junio y agosto de 1986 y lanzado el 1 de diciembre del mismo año.

## Listado de temas
1. "Anything" – 4:47
2. "Alone Again Or" – 3:38
3. "The Portrait" – 3:50
4. "Restless" – 4:57
5. "In Dulce Decorum" – 4:47
6. "Gigolo" – 6:02
7. "The Girl Goes Down" – 4:35
8. "Tightrope Walk" – 4:21
9. "Psychomania" – 4:03

Todas las canciones fueron escritas por Dave Vanian, Roman Jugg, Bryn Merrick y Rat Scabies, a excepción de Alone Again Or cuyo autor es Bryan MacLean.

## Personal
- Dave Vanian - voz
- Roman Jugg - guitarra  y teclados
- Bryn Merrick - bajo
- Rat Scabies - batería